# 金沢市立三谷小学校
金沢市立三谷小学校（かなざわしりつ みたにしょうがっこう、英語: Kanazawa Municipal Mitani Elementary School）は、石川県金沢市宮野町に所在した公立小学校。
現在の金沢市立三谷小学校は、かつてあった同名の金沢市立三谷小学校（前・森本町立三谷小学校）の後継校にあたる。
児童数の減少等のため、2025年3月末をもって金沢市立不動寺小学校に統合されるために閉校となった。

## 概要
校章の四つ葉は旧4校を表現している。校名の三谷とは、直江谷、小原谷、薬師谷の3つの谷に囲まれているところから名付けられたといわれている。

## 沿革
《主要な出典：》
- 1991年（平成03年）
  - 4月1日 - 金沢市森本（元・河北郡森本町）の山間部にあった金沢市立三谷小学校（初代・1892年〈明治25年〉4月創立、所在地：金沢市宮野町ヲ1番地[9]）、金沢市立牧山小学校（1873年〈明治6年〉8月創立、所在地：金沢市牧山町2の77）、金沢市立竹又小学校（1880年〈明治13年〉創立、所在地：金沢市東原町フ14番地の2）、金沢市立土子原小学校（1874年〈明治7年〉4月創立、所在地：金沢市曲子原ソ13番地）の4校を統合し、金沢市立三谷小学校を創立。校章を制定。
  - 4月4日 - 開校式を挙行。
- 1992年（平成04年）2月21日 - 竣工式、竣工記念碑除幕式を挙行。校歌を制定（作詞：藤田福夫、作曲：中村外治）。
- 2000年（平成12年）11月18日 - 創立10周年記念式典を挙行。
- 2011年（平成23年）11月26日 - 創立20周年記念式典を挙行[10]。
- 2021年（令和03年）11月20日 - 創立30周年記念式典を挙行[11]。
- 2025年（令和07年）
  - 3月22日 - 閉校記念式典を挙行[12]。
  - 3月31日 - 閉校[13]。閉校直前の児童数は5人（3年生2人、6年生3人）[12][注釈 2]。
  - 4月1日 - 金沢市立三谷小学校を廃止[16]。

## 学区
鳴瀬元町、梨木町、小池町、桐山町、宮野町、正部町、高坂町、古屋谷町、車町、堀切町、曲子原町、土子原町、松根町、竹又町、東原町、清水谷町、水元町、直江野町、納年町、北方町、柚木町、不室町、牧山町、市瀬町、小嶺町

## 進学先中学校
- 金沢市立森本中学校[18]